# Pyroderces
Pyroderces là một chi bướm đêm thuộc họ Cosmopterigidae.

## Hình ảnh

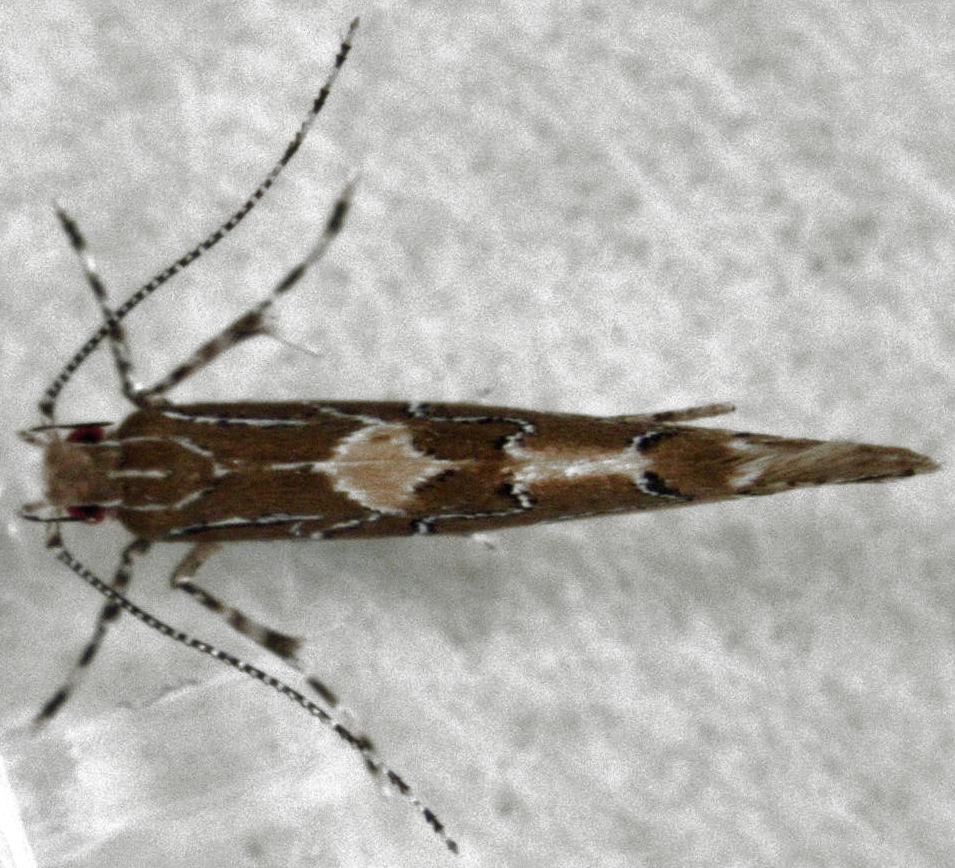